# フライト・デスティネーション
『フライト・デスティネーション』（TERMINATION POINT）は、カナダの映画作品。

## キャスト
| 役名                      | 俳優                             | 日本語吹替     |
| ------------------------- | -------------------------------- | -------------- |
| ケイレブ・スミス          | ジェイソン・プリーストリー       | てらそままさき |
| ダニエル・ウィンター      | ルー・ダイアモンド・フィリップス | 入江崇史       |
| クイン                    | ガーウィン・サンフォード         | 天田益男       |
| デヴィッド・L・マーティン | ゲイリー・ハドソン               | 斉藤次郎       |
| クレア・スミス            | ステファニー・フォー・フェッテン | 勝生真沙子     |
| リーアム                  | マイケル・エクランド             | 古宮吾一       |
| サラ・スミス              | アシュリー・ワイランズ           | 大倉彩         |
| アリソン・カラン          | エリン・カープラック             | 藤田昌代       |
| ドリス                    | ドロレス・ドレイク               | 宮崎智栄子     |

- その他の声の吹き替え：志村知幸／田村聖子／上城龍也／原田晃／丹沢晃之／利根健太朗